# Remington, Ohio
Remington är en ort i Hamilton County i delstaten Ohio, USA.